# Франклин (округ, Вашингтон)
Округ Франклин (англ. Franklin County) — округ штата Вашингтон, США. Население округа на 2000 год составляло 49 347 человек. Административный центр округа — город Паско.

## История
Округ Франклин основан в 1883 году.

## География
Округ занимает площадь 3216,8 км2.

## Демография
Согласно переписи населения 2000 года, в округе Франклин проживало 49 347 человек (данные Бюро переписи населения США). Плотность населения составляла 15,3 человек на квадратный километр.